# المثلية الجنسية في العهد الجديد
في العهد الجديد على الأقل ثلاث فقرات تشير إلى نشاط مثلي جنسي: الرسالة إلى أهل رومية 1:26–27، والرسالة الأولى إلى أهل كورنثوس 6:9–10، والرسالة الأولى إلى أهل تيموثاوس 1:9–10. وفقرة رابعة، هي يهوذا 1:7، تفسَّر عادة على أنها مشيرة للمثلية الجنسية. يناقش يسوع الزواج في سياق مغايِرٍ فقط عندما يقتبس من سفر التكوين في نقاش عن الزواج (متى 19:4–6، ومرقس 10:6–9).
الإشارات إلى المثلية الجنسية نفسها في العهد الجديد متوقفة على تفسير ثلاث كلمات إغريقية: أرسينوكويتيس (ἀρσενοκοίτης)، ومالاكوس (μαλακός) وبورنيا (πορνεία)، والكلمات المشتقة منها. ليس محلّ جدال أن هذه الكلمات تدل على العلاقات الجنسية بين الرجال (وربما بين النساء)، ولكن بعض الأكاديميين يفسّر هذه الآيات على أنها تحريم للغلمانيّة (اشتهاء الغلمان) أو الدعارة، لا المثلية نفسها، ومن جهة أخرى يعتقد بعض الباحثين بالموقف التاريخي الذي هو أن هذه الآيات تحرّم كل الأفعال والعلاقات المثلية الجنسية.

## المثلية الجنسية في إنجيل متى
في عام 1984، أحيا المؤرّخ المثلي جوزف وولفيلد، تحت اسمه الفني وارن جوهانسون، رأيًا لعالم اللغة الألماني فردريك سكولثس قال به عام 1922، وهو أن الكلمة «رَقا»، التي في متى 5:22، يجب أن تفسَّر تفسيرًا مطابقة للكلمة العبرية راخ، التي تعني «الرقيق» أو «الضعيف»، أو «الهزيل» أو «المخنّث». في نسخة الملك جيمس من الكتاب المقدس، يقول النص:
لأن الكلمة «رَقَا» لفظ فريد ليس له ثانٍ في الكتاب المقدّس، تركه مترجمو الملك جيمس على حاله «رقا»، ولم تزل النسخة هكذا أيام كتابة سكولثس. ولكن تفسير «رقا» بالمعنى الجنسي حاز دعمًا عام 1934 بعد نشر برديّات مصرية قديمة مكتوبة بالإغريقية عام 257 قبل الميلاد، وكان في هذه البرديات كلمة «راخاس».
اقترح جوهانسون أن الكلمة الإغريقية موروس، التي ترجمت أعلاه بكلمة أحمق، إنما تعني المعتدي الذكَر. كما في التكوين 19:4-6، تدلّ الإشارة إلى العقوبة على أن هذا التفسير معقول. كما قال بروفيسور علم الاجتماع في جامعة نيويورك ديفيد غرينبرغ: «من المغري أن نقول إن رفض يسوع كان للذين يتكلّمون كلامًا مسيئًا للآخرين عن علاقاتهم المثلية، وأنه لم يجمع إلى ذلك أي رفض للممارسات نفسها، كان دفاعًا عن أصحاب العلاقات المثلية. ولكن هذا سيكون بعيدًا بعدًا كبيرًا عن النص».
هذه الفقرة هي المرة الوحيدة التي ذكر فيها يسوع المثلية الجنسية.

## المثلية الجنسية في رسائل القديس بولس

### الرسالة إلى أهل رومية 1:26-27
تقول الرسالة إلى أهل رومية 1:26–27:
كان السياق هو تبشير القديس بول للجنتايل، لأن الإنجيل كان «لليهودي أولًا، وللإغريقي»، وتلاه وصف للوثنية في الآيات 1:21-25. عبارة «أهواء الهوان» (أو «الشهوات الفاسدة»)، هي ترجمة لعبارة πάθη ἀτιμίας، وكلمة ἀτιμία أتيميا، تعني «العار، أو الهوان». أما تعبيرات «الاستعمال الطبيعي»، و«خلاف الطبيعة»، و«الطبيعة»، فهي ترجمة لكلمة φύσις (فيزياء). وكلمة «ضلالهم»، ترجمة لكلمة πλάνη بلاني (حرفيًّا: «الضياع، أو التشرد»).
أصالة هذه الآية مشكوكة، وقد اقترح علماء ولاهوتيون أنها جزء من دسٍّ لم يكتبه القديس بولس. ويقول كثير إن الآيات 1:18-32، تقدّم خلاصة للشرعوية اليهودية الهيلينية، لا تقديمًا لرأي بولس نفسه. يستنتج كالفن بورتر، مثلًا، أنه «في 2:1-16، وفي الرسالة إلى أهل رومية بالعموم، يتحدّى بولس لأنه في إرسالية إلى الوثنيين، ويجادل ويرفض مضمون الخطاب (الذي في 1.18-32)، واستعمال هذا الخطاب. إذا كان الأمر هكذا فالأفكار التي في الرسالة إلى أهل رومية 1.18-32، ليست أفكار بولس. بل هي أفكار عرقلت تبشير بولس للوثنيين باللاهوت والممارسة».

#### القانون الطبيعي
تعود أصول كتبة العهد الجديد إلى التراث اليهودي، الذي شاع القول بأنه يحرّم المثلية الجنسية (ولو أن هذا الأمر مختلَف فيه). يقول التفسير الكتابي المحافظ «أوثَق قراءة للرسالة 1:26-7، هي القراءة التي ترى أنها تحريم للنشاطات المثلية الجنسية بأعمّ معنى، لا بمعنًى خاص من حيث الأشكال التاريخية والثقافية لهذه النشاطات».
صرّح عديد من كتاب الكنيسة المبكرة[من؟] أن الرسالة 1:26 هي رفض للجماع غير الطبيعي بين الرجال والنساء. ويبني بولس تفكيره على التكوين 2:22-24، «وبنى الرب الإله الضلع التي أخذها من آدم امرأة وأحضرها إلى آدم. فقال آدم: «هذه الآن عظم من عظامي ولحم من لحمي. هذه تدعى امرأة لأنها من امرء أخذت... لذلك يترك الرجل أباه وأمه ويلتصق بامرأته ويكونان جسدا واحدا». وفي رأي بول أن النظام الذي أراده الله هو العلاقات بين الذكر والأنثى، التي توحدهما في الزواج. هذا هو النظام الذي رآه طبيعيًّا، ومن ثمّ فقد كان يرى أن العلاقات المثلية الجنسية مخالفة للطبيعة. في الرسالة الأولى إلى أهل رومية، يعطي بولس أمثلة عمّا يحدث عندما يترك الناس خطّة الله.
وصف ديفيد هلبورن من الحلف الإنجيلي هذه الفقرة بأنها «أهم إشارة كتابية في نقاش المثلية الجنسية». يوافق هلبورن كثيرًا من المفسّرين التقليديين ليقول إن رفض النشاط المثلي الجنسي مستنتَج من «السياقات الواسعة» لاحتجاج بولس، بالإضافة إلى القراءة المتخيّرة لكلمات وعبارات مفردة.
خمّن البروفيسور في جماعة ييل جون بوسول (1980) أن النص لا يدسن «الأنشطة المثلية التي يفعلها المثليون»، بل «الأفعال المثلية التي يفعلها المغايرون».[بحاجة لرقم الصفحة] ويقول بوسول إن النمط المفاهيمي (القانون الطبيعي) الذي يقدّم أساسًا لرفض المثلية لم يكن موجودًا قبل عصر التنوير. أما هايز فيقول إن الرسالة إلى أهل رومية 1:26,27، جزء من إدانة عامة للبشرية، إذ رفض الناس ذكورًا وإناثًا فروقاتهم الخلقية (كما في التكوين)، والمثلية الجنسية لذلك خاطئة في نفسها.
يذكر جون مكنيل (1993) أيضًا عن «المغايرين» الذين «رفضوا المغايرة»، و«استبدلوا المثلية بالمغايرة». جادل جو دالاس (1996)، في معارضة لما سمّاه «لاهوتًا مع المثلية» خلف هذه التفسيرات، وقال إن القديس بول يرفض استبدال «المخالف للطبيعة بالموافق لها» (الرسالة إلى أهل رومية 1:26-27) وأن الكلام عن أن بولس يتحدث عن «المغايرين المنخرطين في سلوك مثلي يتطلب لعبًا ذهنيًّا غير معقول».

#### الشعائر الوثنية
يستمر جيرمي تونسلي ليخصص سياق الرسالة إلى أهل رومية 1:26-27، فيقول إنه استمرار لإدانة بولس لعبادة الآلهة الوثنية، وربط المثلية المذكورة في الرسالة إلى أهل رومية 1:27 بالدعارة التي كانت تجري في المعبد مع كهنة سيبيل المخصيين، وهي شعائر أدانها العهد القديم إدانة أصرَح (سفر الملوك الأول 15:12، والملوك الثاني 23:7)، وهي المجموعة الدينية نفسها التي هاجمت بولس في إفسوس، وطردته من المدينة (أعمال الرسل 19). والمعنى الضمني هنا هو أن أديان الآلهة المؤنثة، والكهنة المخصيين، والدعارة الدينية، كان لها أثر كبير على الثقافة القديمة في حوض المتوسط، لذا فالفقرة تستدعي صورة لجمهور وثني غير يهوي من القرن الأول، وهي شعائر لا يعرفها القارئ المعاصر، لذلك يسهل عليه الخطأ في تفسير هذه الآيات. من جهة أخرى، يلاحظ بروتن أن كليمنت الإسكندري فسّر الرسالة إلى أهل رومية 1:27 على أنها إدانة للمثليات. تقول منى ويست إن إدانة بولس كانت لأنواع مخصوصة من النشاطات المثلية الجنسية (منها الدعارة الدينية والغلمانية) وليست إدانة للمثلية بعموم. تقول ويست إن بولس يتكلم إلى جمهور وثني، بالمعاني التي يفهمونها، ليظهر لهم أن «الجميع أذنبوا وقصّروا في مجد الرب» (الرسالة إلى أهل رومية 3:23).